# Далмануфа
Далмануфа (греч. ∆αλμανουθα) — неизвестное ныне место на побережье Галилейского моря, упомянутое в восьмой главе Евангелия от Марка, как место посещения Христа сразу после совершения чуда насыщения 4 тысяч человек семью хлебами и несколькими рыбами (Мк. 8:10).
Традиционно считается, что Далмануфа идентична городу Магдала, упомянутому в параллельном месте в Евангелие от Матфея (Мф. 15:39) или является селением близ Магдалы.
По утверждению британского археолога Кена Дарка из Редингского университета в 2013 году экспедиции под его руководством удалось обнаружить в 150 метрах от города Магдала руины, которые могут являться остатками древней Далмануфы. Обнаруженные археологами остатки амфор и стекла, относящихся ко II веку до нашей эры, свидетельствуют о процветании города в этот период, а каменные якоря — о развитом судоходстве и рыболовстве.
Библейский исследователь Джоэл Уоттс оспорил утверждение о возможности обнаружения руин Далмануфы, так как в соотстветствии с его исследованием такое место было идентично упомянутой в Евангелии Матфея Магдале, а упоминание Далмануфы в Евангелии Марка следует относить к иносказанию, свойственному изложению Марка.